# Precio de la vivienda en México

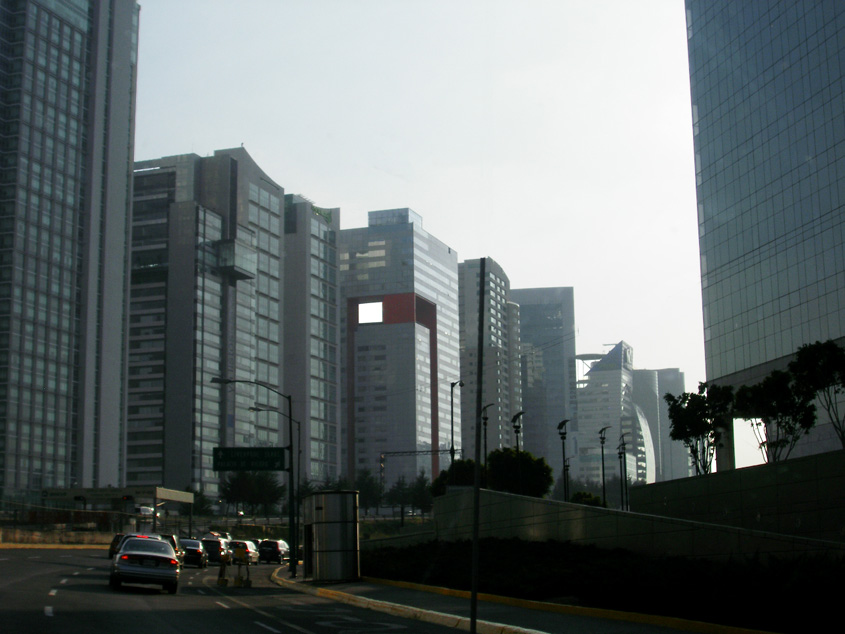
Hilera de edificios de Cruz Manca vista desde 'La Mexicana', Santa Fe (Distrito Federal), en México, D. F.

El Precio de la vivienda en México o coste medio de la vivienda en México hace referencia al precio de compra o venta de la vivienda en una localidad o territorio de México. También puede referirse al precio de alquiler o renta. 

## Precio de la vivienda en México en los últimos años
La burbuja inmobiliaria global (1996-2006) originada en Estados Unidos y que estalló con la crisis de las hipotecas subprime, tardó en manifestarse en México y aunque tuvo un impacto claro no fue fuerte como en EE. UU. En México no hubo burbuja especulativa por lo que los precios solamente tuvieron una ligera bajada debido a la contracción en las ventas que siendo importante afectó de manera desigual a distintos territorios y segmentos de viviendas. El precio de la vivienda sufrió una fuerte caída en los años 2007-2008 iniciando una subida a finales de 2009. En 2011, en zonas de México donde está instalado el crimen organizado -Chihuahua, Nuevo León, Michoacán, Guerrero y Tamaulipas- el precio de la vivienda bajó considerablemente.
En 2012, según el índice SHF (Sociedad Hipotecaria Federal) no habría señales de una burbuja de precios en el marcado hipotecaria ya que la subida del índice es similar a la inflación registrada, con una subida media del 3,14%.
En el primer trimestre de 2013 la vivienda  de media un 2,92% y en el D.F. un 5,35%.

### Contexto histórico relativo a la vivienda y perspectivas de futuro
En México, a pesar de que existen cerca de cien organismos que de una forma u otra financian vivienda social, cerca del 20% de la vivienda construida se realiza a través del endémico, oneroso e ineficiente mecanismo de la autoconstrucción. Se ha configurado una política de vivienda corporativa y excluyente, que se basa en un sistema de instrumentos financieros, inmobiliarios y jurídicos que han llevado a que alrededor del 60% del parque de viviendas de México se haya realizado fuera de los mecanismos formales de producción de vivienda social; que la política de suelo, subsidiaria de la de financiamiento habitacional, haya quedado limitada a la regularización de los asentamientos ilegales, y con ello haya perdido la posibilidad de operar como un instrumento regulador del mercado inmobiliario, para convertirse en una vía de institucionalización del mercado informal de suelo y vivienda; y finalmente, que alrededor de un 20% del mercado habitacional en el país, dirigido a la vivienda en alquiler, se esté desarrollando a partir de un conjunto amplio de modalidades de vivienda precaria que han quedado al margen de los mecanismos reglamentarios y de producción de vivienda social.
Durante el período 1970-1981 se redujo el precio relativo de la vivienda, durante la crisis económica de México 1982-1986 se produjo una caída más notable en el precio relativo de la vivienda en México.
Las proyecciones de población, siempre arriesgadas y muchas veces fallidas, son uno de los indicadores que se utilizan para establecer las necesidades de vivienda en México en los próximos años. Aunque las tasas de crecimiento siguen bajando desde el pico de los años 1970 la población ha seguido creciendo y según las estimaciones lo va a seguir haciendo aunque sea en cifras bajas anuales. También hay que considerar que van a ser una serie de municipios donde se concentre el crecimiento en detrimento de otros así como que es previsible que continuará la migración del medio rural al urbano.

## Recomendaciones sobre el precio de la vivienda y el alquiler

### Recomendaciones sobre el precio de compra de la vivienda

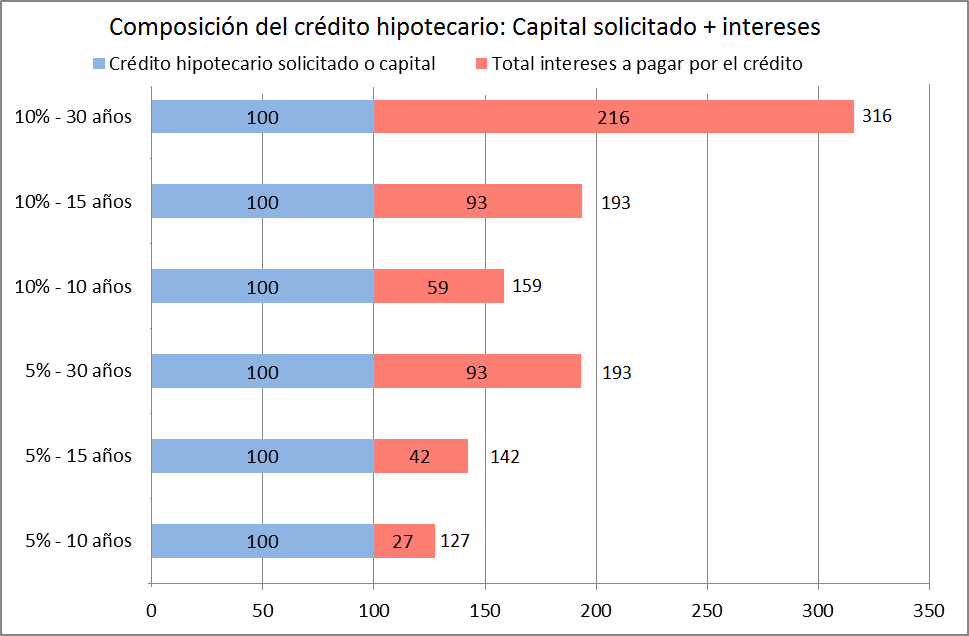
Composición del crédito hipotecario en varios supuestos: el capital solicitado o crédito -100- más los intereses constituyen el total de la hipoteca.
- Si la hipoteca tiene una larga duración y/o un alto interés la cifra total final -capital+intereses- que se paga por el préstamo llega a duplicar y triplicar el capital solicitado, razón por la que no se considera una buena decisión económica suscribir préstamos superiores a 15 años con una cuota mensual por la que se podría conseguir esa misma vivienda en alquiler.
- La cuota mensual de la hipoteca no debe superar el 30% de los ingresos mensuales.

El precio de la vivienda varía según las características de la vivienda: tamaño, calidad y ubicación, -rural, urbana, centro, periferia-, así como a factores y circunstancias socioeconómicas de los distintos países: demografía (crecimiento de la población, equilibrio o descenso, flujos migratorios), crecimiento económico, desempleo, precio del suelo, existencia o no de burbuja inmobiliaria, interés bancario, impuestos, desgravaciones, capacidad de endeudamiento personal y familiar, recesión y depresión económica entre otras. El precio de la vivienda condiciona la vida económica de los ciudadanos y familias que, en el caso de la compra de vivienda, habitualmente deben suscribir créditos hipotecarios de larga duración con entidades bancarias para poder acometer la compra más importante a lo largo de la vida personal y familiar.
Existen indicadores estructurales que permiten valorar si el precio de una vivienda es adecuado y económicamente viable, ya sean indicadores sobre los ingresos o salarios (ratio del precio de la vivienda sobre la renta bruta disponible -PRD-), en relación con el precio del alquiler de la vivienda que quiere comprar (rentabilidad del alquiler o índice Per) o en relación con la cuantía y duración de la hipoteca a solicitar.
En el precio de la vivienda en relación con la renta anual disponible se considera adecuada una ratio de 4, es decir que el precio de compra de la vivienda es económicamente viable si se aproxima a cuatro años de la renta familiar bruta disponible.
El índice PER (del inglés Price to Earnings Ratio) indica el número de años que se tardaría en recuperar –mediante el alquiler del mismo inmueble que se quiere comprar- la inversión realizada en la compra de una vivienda (con todos los gastos incluidos). Se considera un índice PER 15 -15 años de alquiler = precio de la compra de vivienda- como el adecuado en el sector inmobiliario.
En cuanto a la cuota mensual de la hipoteca se considera que no debe superar el 30% de los ingresos mensuales. Se recomienda, si es posible, la menor duración del préstamo en años, considerando un máximo de 15 años como el adecuado ya que a partir de 15 años de préstamo los intereses pueden alcanzar prácticamente el mismo valor del capital solicitado e incluso doblar la cifra si el interés es alto, razón por la que no se considera una buena decisión económica suscribir préstamos superiores a 15 años con una cuota mensual por la que se podría conseguir esa misma vivienda en alquiler. Además, resulta muy difícil establecer una previsión sobre un futuro tan lejano, tanto en las circunstancias económicas personales -que pueden mejorar pero también empeorar- como en los cambios legales y macroeconómicos que pueden afectar las condiciones de la hipoteca -interés variable, cambios en el mercado hipotecario-
También debe vigilarse la existencia de letra pequeña de los contratos de hipoteca para evitar cláusulas que se consideran abusivas, tanto las cláusulas suelo. como las cláusulas con intereses de demora desorbitados. Además es conveniente conocer la legislación hipotecaria del país, la posible existencia de la dación en pago en caso de no poder afrontar el pago de la hipoteca, el proceso de ejecución hipotecaria así como la normativa sobre los desahucios y el lanzamiento que, llegado el caso, pudiera afectar al firmante de la hipoteca y a los avalistas.
Si no puede suscribirse una hipoteca con la condición de que no supere el 30% de los ingresos o cuando la duración de la hipoteca se considere demasiado larga, se debe renunciar a la compra y valorar el ahorro como fórmula para acometer en un futuro la adquisición de la vivienda y así reducir la cuantía del préstamo y los riesgos de impago. También se debe considerar el alquiler como una forma más razonable de disfrutar de una vivienda digna cuando la capacidad de endeudamento es limitada.

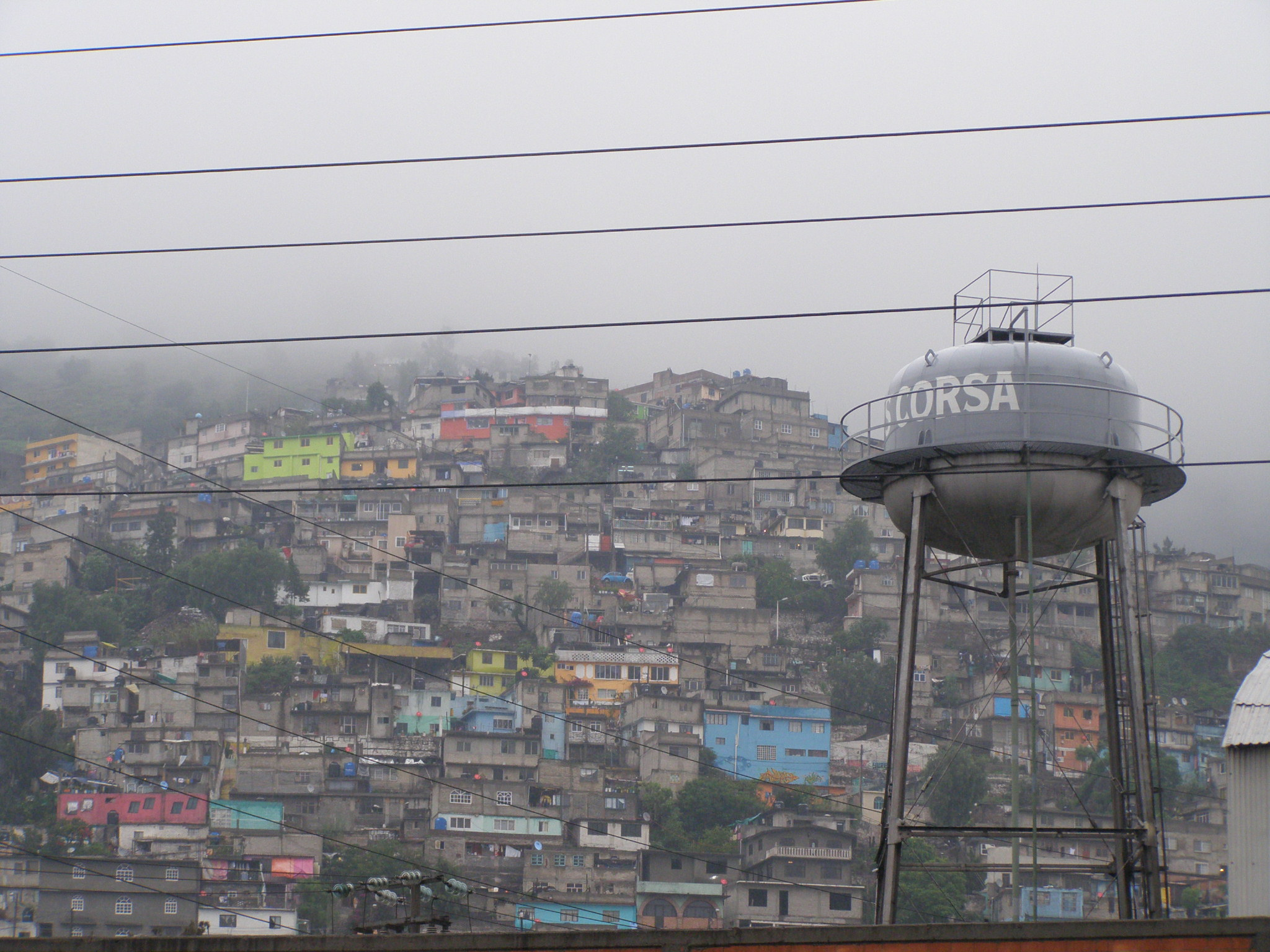
Zona marginal en Cuautepec el Alto, Ciudad de México, México. En México todavía en el año 2007 cerca del 20% de la vivienda construida se realizaba mediante la autoconstrucción, normalmente en asentamientos informales y en condiciones de marginalidad, insalubridad e ineficiencia.

### Recomendaciones sobre el precio de alquiler de vivienda
De la misma manera que se establece la cuota máxima de la hipoteca sobre los ingresos familiares puede decirse que el coste del alquiler mensual tampoco debe superar el 30% de los ingresos o renta familiar. El resto de ingresos debe cubrir otros gastos y garantizar unas condiciones dignas de vida -alimentación, vestido, sanidad, educación y otros gastos imprescindibles-.
También puede utilizarse el índice PER que indica el número de años que se tardaría en recuperar –mediante el alquiler un inmueble que se quiere comprar- la inversión realizada en la compra de una vivienda (con todos los gastos incluidos). Si bien al contrario que en el caso de la compra, en el caso del alquiler un índice PER alto -por encima de 15- puede considerarse correcto, por encima de 17 muy adecuado y por debajo de 10 pésimo. Es decir, cuando el precio de compra respecto al alquiler es superior a 15 años puede interesar alquilar y claramente interesa cuando supera lo 17 años o más.

## El derecho de la vivienda
El derecho a la vivienda o derecho a una vivienda digna, considerado como uno de los derechos humanos -incluido en los derechos económicos, sociales y culturales-, puede verse afectado cuando el precio de la vivienda es inaquesible para un sector de la población, en estas circunstancias las autoridades políticas deben establecer políticas adecuadas de vivienda pública, vivienda social y alquiler social que garanticen el acceso a una vivienda digna.
En México las autoridades deben resolver los problemas endémicos de falta de vivienda digna para un porcentaje importante de la población. La autoconstrucción prolonga en el tiempo la existencia de infraviviendas que puede alcanzaba la cifra de un 20% en 2007.